# Chiesa della Sacra Famiglia (Ancona)
La chiesa della Sacra Famiglia è un luogo di culto cattolico di Ancona; sorge in corso Carlo Alberto, nel rione del Piano San Lazzaro.

## Storia

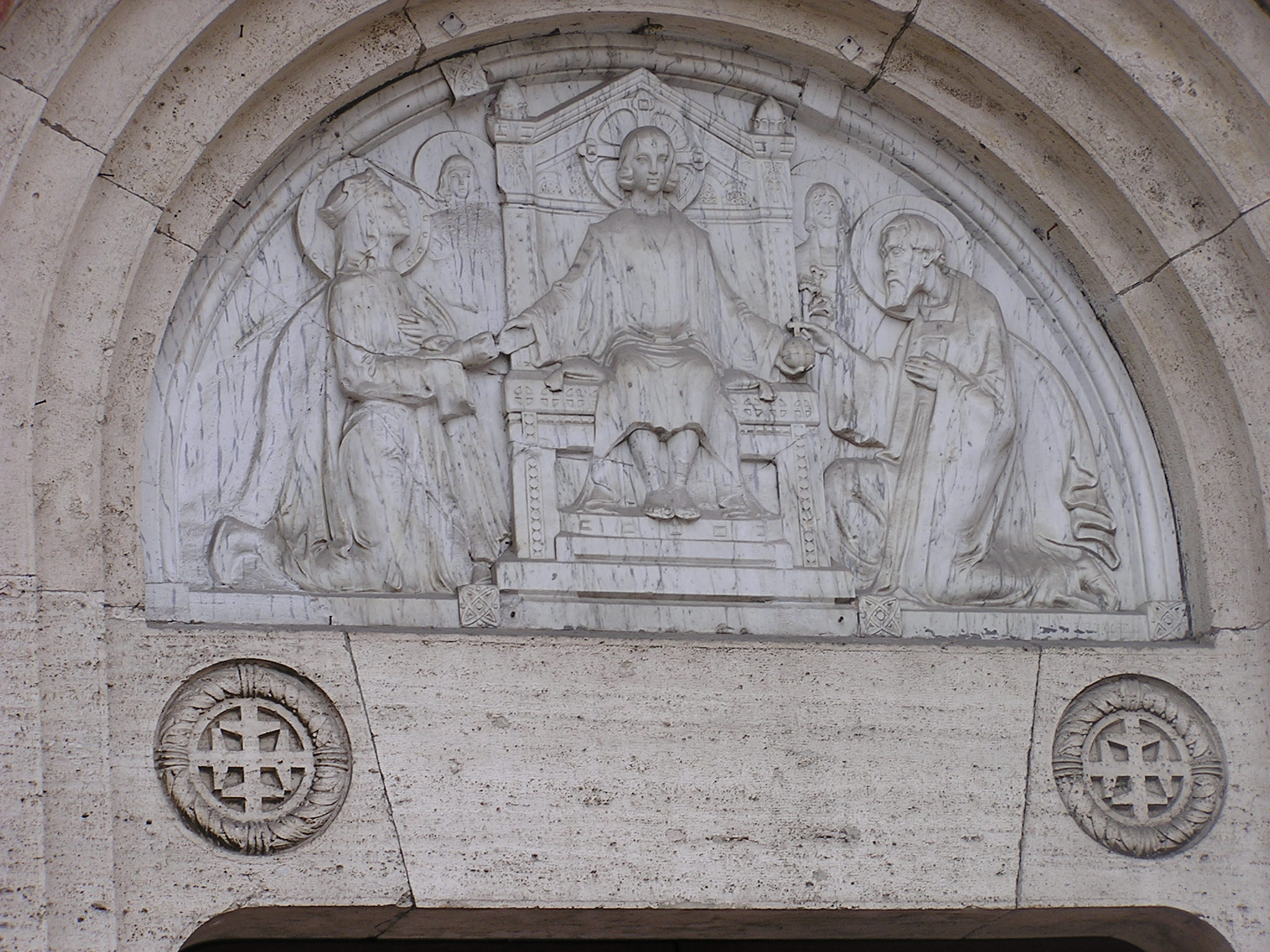
Bassorilievo nella facciata della Chiesa della Sacra Famiglia di Ancona

L'inizio della costruzione di questa chiesa è avvenuta a seguito della posa della prima pietra fatta dall'allora vescovo e cardinale Giovanni Battista Manara nel 1899, quando la città cominciava ad estendersi verso la stazione centrale e la rete viaria nazionale. La realizzazione fu resa possibile per l'ottenuta restituzione, da parte del demanio dei beni dell'Opera dei Luigini, erroneamente incamerata, e per l'opera di benefattori, tra cui spicca il conte Luigi Rocchi di Camerata.
Il progetto del tempio è opera dell'architetto torinese Marco Ceradini e le decorazioni della facciata e dell'interno sono opera del locale scultore Vittorio Morelli. Il progetto esprime uno stile neo-romanico con elementi bizantini, e presenta una facciata a salienti con vela campanaria centrale e sovrastante. L'interno a tre navate con absidi conclusive ospita tra l'altro elementi architettonico-decorativi provenienti da chiese soppresse: si ricorda, in particolare, il prospetto di altare in pietra scolpita di forme gotiche, già nella Chiesa di San Francesco alle Scale sita in via Pizzecolli, e di proprietà della nobile famiglia Bonarelli (in particolare è da notare che lo stemma dei conti Bonarelli, riprodotto sopra le colonnine laterali, riporta errori nei colori, infatti esso dovrebbe essere corretto: in campo rosso con banda d'argento e con leoni passanti di rosso).
La pala dell'altare maggiore con La Sacra Famiglia e quella dell'altare laterale sx sono opere del pittore Carlo Morgari (1936).
In occasione dei restauri susseguenti il terremoto del 1972, dall'interno della chiesa venne soppressa gran parte della decorazione pittorica della navata mediana e furono rimosse le vetrate delle monofore della stessa, insieme ad altri ammodernamenti. Dal 1901 il complesso fu affidato ai Padri Salesiani, che tuttora curano ed officiano la chiesa.